# Sluiterina flabellorhynchum
Sluiterina flabellorhynchum is een lepelworm uit de familie Bonelliidae.
De wetenschappelijke naam van de soort werd in 1976 gepubliceerd door V.V. Murina.